# 天主教仁牙因暨达古潘总教区
天主教仁牙因暨達古潘總教區（拉丁語：Archidioecesis Lingayensis-Dagupanensis）是菲律賓一個羅馬天主教總主教區，轄區包括邦阿西楠省中部。下轄五個教區。
教區總主教為蘇格辣‧比列加斯、輔理總主教雷納托‧馬尤格巴、榮休總主教奧斯卡·克魯茲。主教座堂為達古潘的聖若望座堂，副座堂三賢副座堂。2004年有教友1,002,000名。由74名司鐸名管理26個堂區。現任總主教為蘇格辣·比列加斯，輔理主教為菲德利斯·B·拉約格，榮休總主教為奧斯卡·克魯茲。
1928年5月19日設教區，屬馬尼拉總教區。1954年2月11日升為總教區。